# フェアーウェイ (列車)
フェアーウェイは、かつて東日本旅客鉄道（JR東日本）が新宿駅 - 黒磯駅間を山手線・東北本線（宇都宮線）経由で運行していた臨時快速列車である。

## 概要
1987年9月、快速列車「ムーンライト」（後の「ムーンライトえちご」）で使用されていた165系電車の間合い運用として、新宿 - 黒磯間で毎日運転される全車指定席の定期快速列車として運転を開始した。しかし東北新幹線との兼ね合いもあり、1993年には土休日中心に運行される臨時列車に格下げされた。
当列車の列車名は、沿線のゴルフ場に向かう利用者に好適であること（フェアウェイ）をイメージして命名されたものであり、停車駅の中に同じ宇都宮線の快速「ラビット」や通勤快速・湘南新宿ライン（横須賀線直通）の快速が停車しない栗橋が含まれているのは、ゴルフ場へのアクセスが目的とされる。

## 運行概況
新宿発6時台、黒磯発17時台の1往復の運行であった。
165系時代は東北本線の直流区間北限である黒磯駅までしか運転できなかったが、交直流電車である485系への置換えに伴って交流区間への直通が可能となり、2003年以降は夏の観光シーズン及び冬のスキーシーズンを中心とした特定日に郡山駅や会津若松駅まで延長運転されることもあった。

### 停車駅
| \| 路線名称 \| ※1・2 \| ※1・2 \| ※1・2 \| ※1・2 \| 東北本線 \| 東北本線 \| 東北本線 \| 東北本線 \| 東北本線 \| 東北本線 \| 東北本線 \| 東北本線 \| 東北本線 \| 東北本線 \| 東北本線 \| 東北本線 \| 東北本線 \| 東北本線 \| 東北本線 \| 東北本線 \| 磐越西線 \| 磐越西線 \| 磐越西線 \| 磐越西線 \| \| 駅名 \| 新宿 \| 池袋 \| 赤羽 \| 大宮 \| 久喜 \| 栗橋 \| 古河 \| 小山 \| 宇都宮 \| 宝積寺 \| 氏家 \| 矢板 \| 西那須野 \| 那須塩原 \| 黒磯 \| 黒田原 \| 新白河 \| 白河 \| 矢吹 \| 郡山 \| 磐梯熱海 \| 猪苗代 \| 磐梯町 \| 会津若松 \| \| フェアーウェイ \| ● \| ● \| ● \| ● \| ● \| ● \| ● \| ● \| ● \| ● \| ● \| ● \| ● \| ● \| ● \| ▲ \| ◆ \| ▲ \| ▲ \| ◆ \| ◆ \| ◆ \| ◆ \| ◆ \| |       |       |       |       |          |          |          |          |          |          |          |          |          |          |          |          |          |          |          |          |          |          |          |          |
| 凡例 - ●：停車駅 - ◆：延長運転時停車駅 - ▲：延長運転時季節停車駅 - ※1：山手貨物線（新宿 - 田端信号場） - ※2：東北貨物線（田端信号場 - 大宮） |       |       |       |       |          |          |          |          |          |          |          |          |          |          |          |          |          |          |          |          |          |          |          |          |
| 路線名称 | ※1・2 | ※1・2 | ※1・2 | ※1・2 | 東北本線 | 東北本線 | 東北本線 | 東北本線 | 東北本線 | 東北本線 | 東北本線 | 東北本線 | 東北本線 | 東北本線 | 東北本線 | 東北本線 | 東北本線 | 東北本線 | 東北本線 | 東北本線 | 磐越西線 | 磐越西線 | 磐越西線 | 磐越西線 |
| 駅名 | 新宿  | 池袋  | 赤羽  | 大宮  | 久喜     | 栗橋     | 古河     | 小山     | 宇都宮   | 宝積寺   | 氏家     | 矢板     | 西那須野 | 那須塩原 | 黒磯     | 黒田原   | 新白河   | 白河     | 矢吹     | 郡山     | 磐梯熱海 | 猪苗代   | 磐梯町   | 会津若松 |
| フェアーウェイ | ●     | ●     | ●     | ●     | ●        | ●        | ●        | ●        | ●        | ●        | ●        | ●        | ●        | ●        | ●        | ▲        | ◆        | ▲        | ▲        | ◆        | ◆        | ◆        | ◆        | ◆        |

## 使用車両

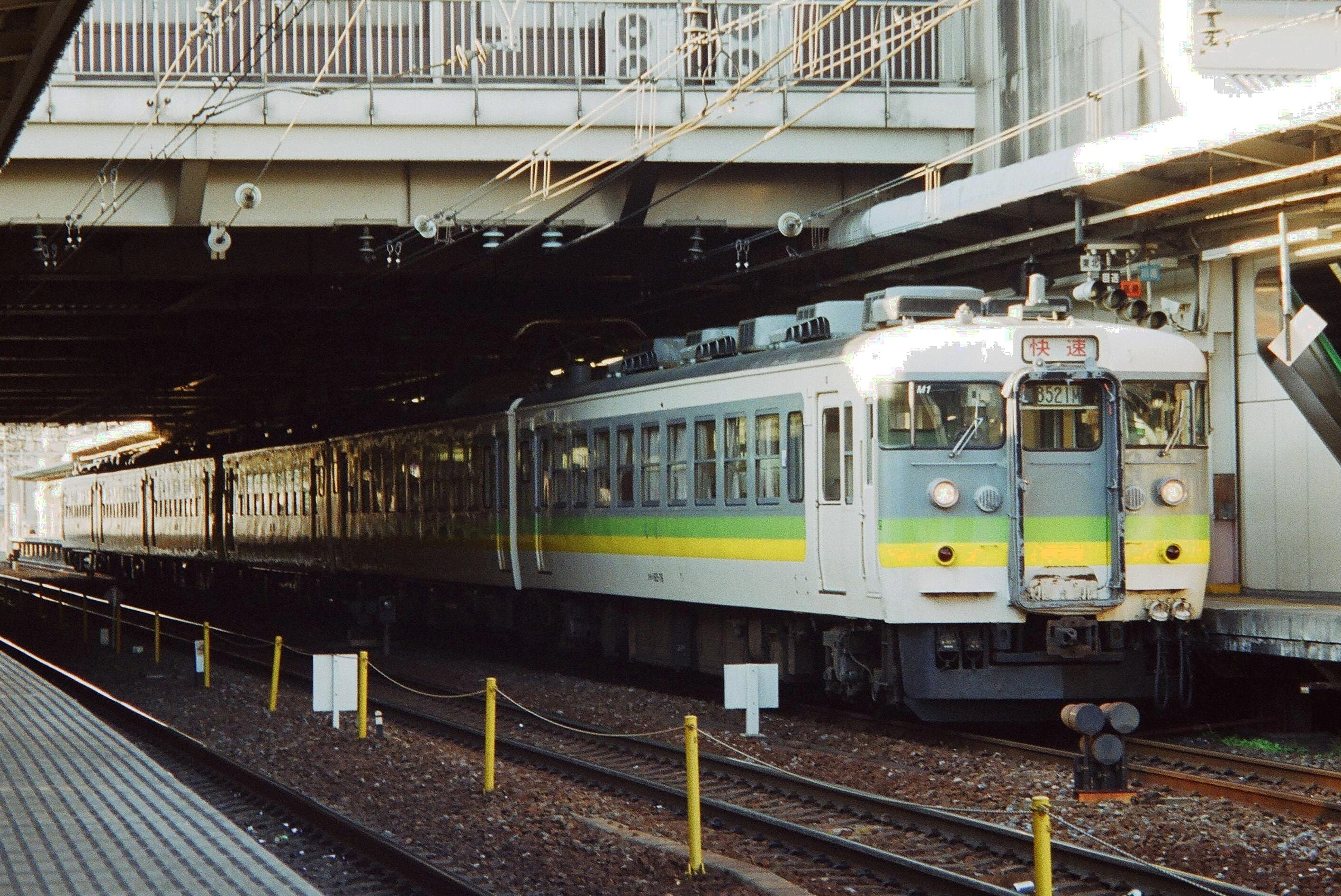
165系時代の「フェアーウェイ」
（1998年3月）

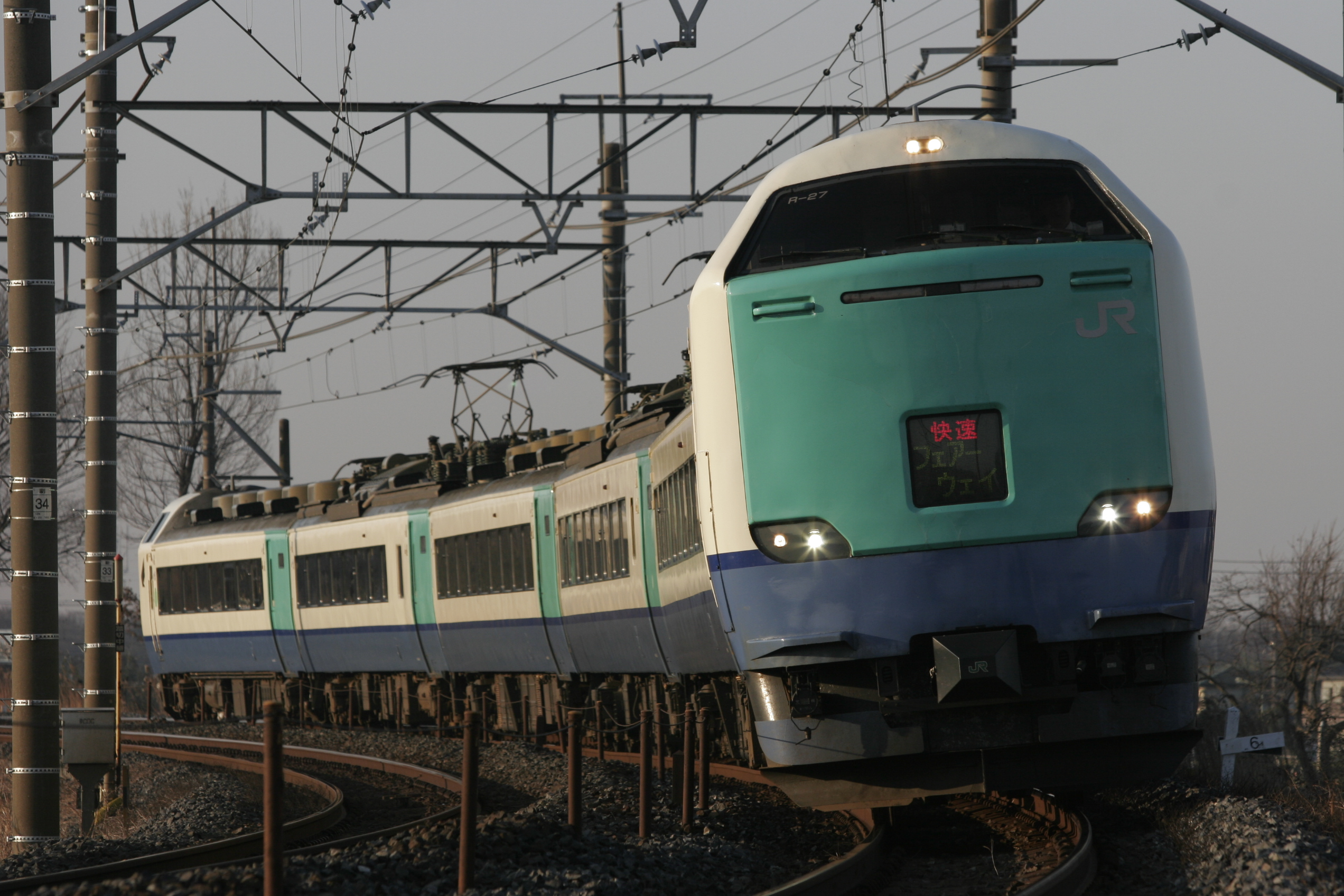
3000番台R27編成による代走
（2007年2月）

運行開始当初は165系が使用されていたが、本来の運用である「ムーンライトえちご」の使用車両変更に合わせて本列車も485系による運用に変更された。これに伴ってグリーン車が設定されている。
485系は新潟車両センター所属の485系K1・K2編成（6両編成：国鉄特急色）による運行が基本であったが、
ATS-Pと車内減光装置を装備したT18編成（国鉄特急色、2008年4月までは上沼垂色）や3000番台（リニューアル車）のR26・R27編成で代走する場合もあった。
2007年3月18日以降は全席禁煙となった。

## 沿革
- 1987年（昭和62年）：毎日運行の定期列車として現行の運行区間で運転開始。
- 1993年（平成5年）：宇都宮方面への用務客を東北新幹線に誘導するため休日ダイヤで運行される臨時列車に運行形態を変更。
- 2003年（平成15年）4月6日：共通運用の「ムーンライトえちご」が165系から485系電車に変更され、本列車も置換えとなる。
  - 秋季より、一部の運転日限定で磐越西線会津若松まで延長運転を実施[1]。
- 2004年（平成16年）冬季：「猪苗代・羽鳥湖スキー」の愛称で会津若松まで延長運転を実施（2005年2月まで）。
- 2007年（平成19年）3月18日：全車両禁煙となる。
- 2009年（平成21年）11月29日：この日の運転を最後に運転休止。